# Distretto di Rolpa
Il distretto di Rolpa è uno dei 75 distretti in cui è diviso amministrativamente il Nepal e si trova nell'area sudoccidentale del Paese. In seguito alla riforma costituzionale del 2015 fa parte della provincia di Lumbini, che fino al 6 ottobre 2020 era chiamata provincia No. 5; fino al 2015 faceva parte della zona del Rapti.

## Geografia
Confina con il distretto di Dang a sud, con il distretto di Pyuthan a est, con il distretto di Salyan a ovest e con il distretto di Rukum a nord.
Copre un'area di 1879 km² e ha una popolazione di 210 004 abitanti. Il suo capoluogo è il centro abitato di Livang.
Geograficamente il distretto appartiene alla zona collinare delle Mahabharat Lekh. La zona, montuosa e percorsa da pochissime strade (non asfaltate), è tra le più arretrate del Nepal, con un'aspettativa di vita di 52 anni e un reddito medio inferiore ai 100 dollari annui pro capite.
La popolazione è prevalentemente di etnia Kham Magar e vive in larghissima maggioranza grazie alla coltivazione del riso. Quasi tutti i villaggi sono privi di energia elettrica e di acqua corrente.
Il distretto di Rolpa è noto anche per essere stato la culla dell'insurrezione proclamata nel 1996 dal Partito Comunista Maoista Nepalese di Prachanda, durata fino al 2006.

## Geografia antropica

### Suddivisioni amministrative
Il distretto è diviso in dieci municipalità, 1 urbana e 9 rurali:
1. Rolpa (municipalità urbana)
2. Runtigadi
3. Triveni
4. Sunil Smiriti
5. Lungri
6. Sunchhahari
7. Thawang
8. Madi
9. Ganga Dev
10. Pariwartan